# Jåbbåjauratj
Jåbbåjauratj är en sjö i Jokkmokks kommun i Lappland och ingår i Piteälvens huvudavrinningsområde. Jåbbåjauratj ligger i Udtja Natura 2000-område.